# 1161 Thessalia
1161 Thessalia là một tiểu hành tinh vành đai chính bay quanh Mặt Trời. Approximately 30 kilometers in diameter, Nó hoàn thành một chu kỳ quay quanh Mặt Trời là 6 năm. Nó được phát hiện bởi Karl Wilhelm Reinmuth ở Heidelberg, Đức ngày 29 tháng 9 năm 1929. Tên ban đầu của nó là 1929 SF.